# Ситник розчепірений
Ситник розчепірений (Juncus squarrosus) — вид трав'янистих багаторічних рослин родини ситникові (Juncaceae).

## Опис
Кореневища короткі, розгалужені. Стебла прямовисні, до 50 см. Листя майже всі базальні, сірувато-зелені, 7–30 см × 1–2 мм, майже шкірясті, краї цілі. Найнижчі приквітки набагато коротші ніж суцвіття. Суцвіття термінальні, 7–40-квіткові, 3–10 × 1–2 см. Листочки оцвітини однакові, каштанові або жовтувато-сірі. Коробочка коричнева обернено-яйцеподібна, від яйцеподібної до еліпсоїдної, 4–5 × 2.3–3 мм. Насіння буре, еліпсоїдне, 0.6–0.9 мм.

## Поширення
Вид поширений в Марокко, Європі (у т.ч. Україні). Натуралізований: Тасманія, Нова Зеландія, Гренландія, Вісконсин. Населяє болота, вересові пустища, росте на кислому ґрунті.
В Україні поширений переважно на Поліссі. На території України проходить східна межа поширення виду.

## Галерея

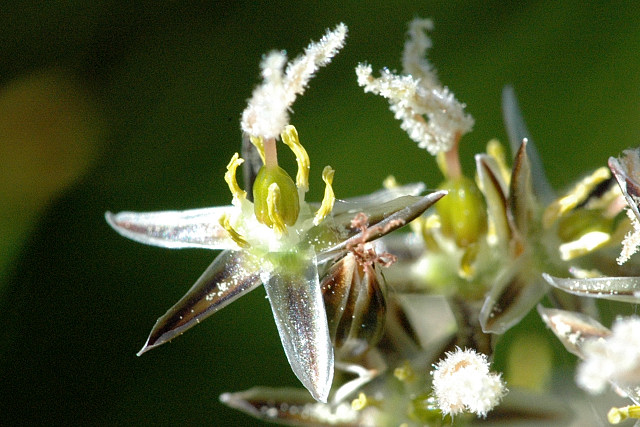
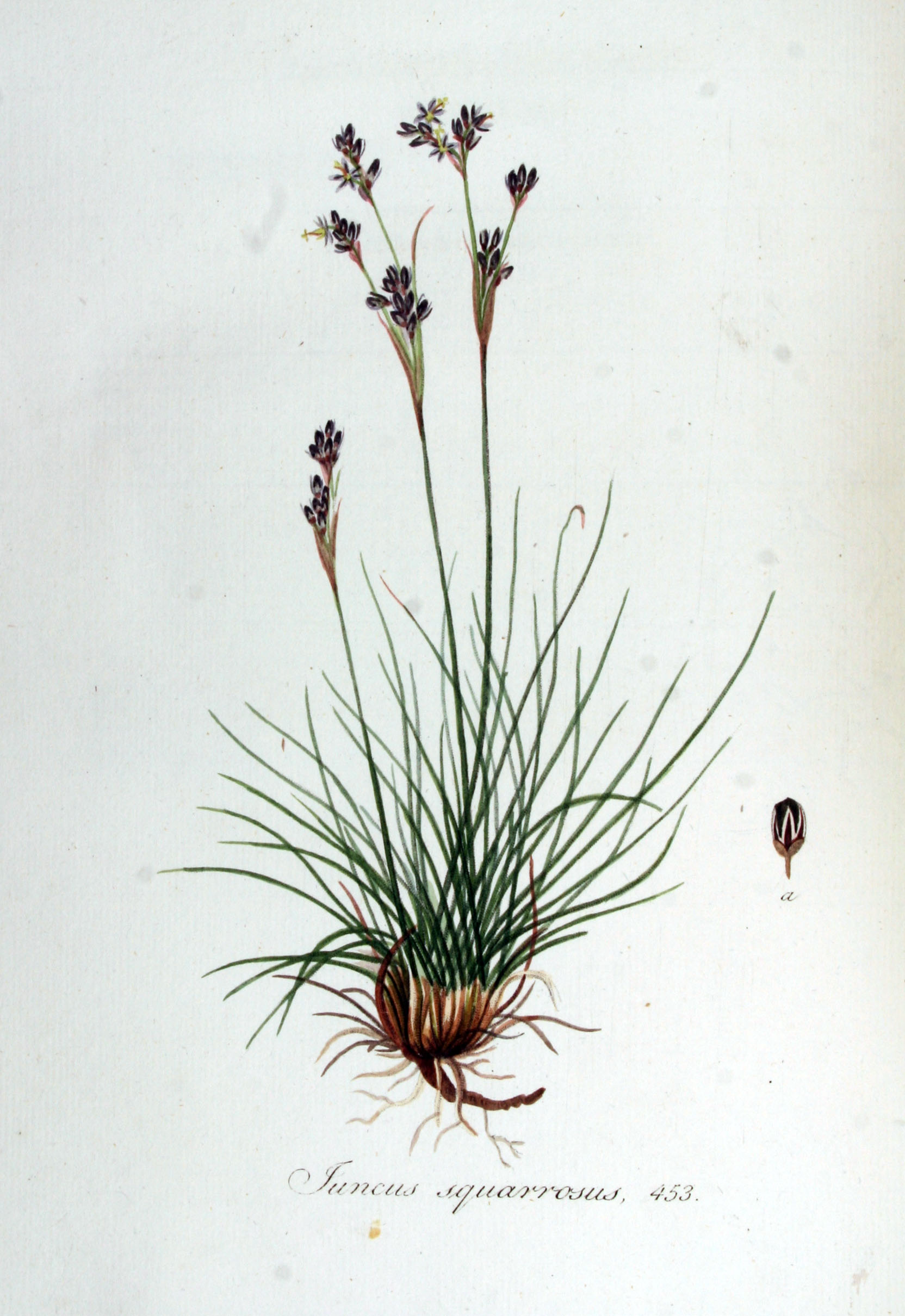